# Euxoa cincta
Euxoa cincta là một loài bướm đêm trong họ Noctuidae.